# Genecias Noronha
Genecias Mateus Noronha (Parambu, 13 de março de 1963) é um empresário e político brasileiro, filiado ao Partido Liberal (PL) e ex-deputado federal pelo Ceará.
Filiado ao PMDB entre 1995 e 2013, Genecias foi eleito vice-prefeito de Parambu nas eleições municipais de 2000 e eleito prefeito nas eleições de 2004 e 2008, porém renunciou ao mandato em 2010 para disputar as eleições estaduais daquele ano.
Nas eleições de 2010, foi candidato a deputado federal e ficou em terceiro lugar no estado, com 176.286 votos. Em 2014, o presidente estadual do Solidariedade foi reeleito deputado federal com a segunda maior votação (atrás apenas de Moroni Torgan) com mais de 221 mil votos. Em 2014, a mulher de Genecias, Aderlânia Noronha, foi eleita a segunda deputada estadual mais votada do estado (atrás apenas de Capitão Wagner). Em 2014, sua declaração de bens era superior a 8,7 milhões de reais. Entre 2016 e 2017 foi líder do Solidariedade na Câmara de Deputados e votou a favor da abertura de processo de impeachment da presidente Dilma Rousseff. 
Em 2016, o Tribunal de Justiça do Ceará modificou decisão de primeiro grau e condenou o deputado Genecias Noronha à suspensão dos direitos políticos por até 3 anos e ao pagamento de multa em razão de suposta improbidade administrativa na contratação de 2,6 mil servidores sem concurso público quando foi prefeito de Parambu, mas Genecias está recorrendo da decisão.
Votou a favor do Processo de impeachment de Dilma Rousseff. Em agosto de 2017 votou contra o processo em que se pedia abertura de investigação do então presidente Michel Temer, ajudando a arquivar a denúncia do Ministério Público Federal.
Em 12 de fevereiro de 2020, ele e sua esposa tiveram seus mandatos cassados pelo TRE-CE por abuso de poder político nas eleições de 2018, ao realizarem publicidade institucional na página oficial da Prefeitura de Parambu, durante a pré-campanha. A decisão, porém, cabia recurso e ambos continuaram a exercer os cargos enquanto puderam recorrer. Não disputaram a reeleição em 2022.

## Vida pessoal
Casado com a também política Aderlânia Noronha, é pai do político Matheus Noronha.